# Tom Barlow (Basketballspieler)
Thomas Bryan „Tom“ Barlow (* 9. Juli 1896 in Trenton, New Jersey; † 26. September 1983 in Lakehurst, New Jersey) war ein US-amerikanischer Basketballspieler und einer der ersten Athleten, die den Sport professionell betrieben. Barlow spielte für wenigstens zwölf verschiedene Profimannschaften, oft auch für zwei oder drei gleichzeitig. Barlow gilt als eine der dominantesten Spielerpersönlichkeiten seiner Zeit und war in seinen aktiven Jahren zwischen 1912 und 1932 ein früher Star des Sports. Für seine Karriereleistung wurde er 1981 in die Naismith Memorial Basketball Hall of Fame aufgenommen.

## Karriere
Die wichtigsten Stationen in Thomas Barlows Karriere waren die Trenton Tigers sowie die Philadelphia SPHAs und die Philadelphia Warriors der American Basketball League, der ersten unter diesem Namen bekannten Profiliga zwischen 1925 und 1955. Als Spieler der beiden letztgenannten Mannschaften wurde Barlow von Eddie Gottlieb trainiert, der später ebenfalls in die Naismith Memorial Basketball Hall of Fame aufgenommen werden sollte.
Das Jahr 1926 markierte den Höhepunkt in Barlows Karriere. Mit 45 US-Dollar pro Spiel war er einer der höchstbezahlten Profispieler seiner Zeit. Als Star-Spieler der SPHAs besiegte er mit diesen die damalige Ausnahmemannschaft der Original Celtics in zwei von drei Aufeinandertreffen. Im gleichen Jahr gelangen ebenfalls zwei Siege (aus zwei Spielen) gegen das nicht minder starke Team der New York Renaissance.
Thomas Barlow war Spieler im ersten Basketballspiel, das im weltberühmten alten Madison Square Garden ausgetragen wurde.

## Privatleben
Barlow gründete 1916 ein Sägewerk mit seinem Bruder Charles. Er diente während des Ersten Weltkrieges sechs Monate in der US Army. Barlow spielte 18 Jahre lang als Catcher semiprofessionell Baseball. 1922 bekam er ein Angebot der New York Giants, lehnte aber wegen Geschäft und Basketball ab.
Nach seinem Abschied als Aktiver heiratete er Mildred Kelly, mit der er zwei Kinder hatte, und wurde Bauinspektor in Trenton.